# Избеглички камп Морија
Прихватни и идентификациони центар Морија (грч. Κέντρο Υποδοχής και Ταυτοποίησης Μόριας) био је највећи избеглички камп у Европи све док није спаљен у септембру 2020. Налазио се изван села Морија (грч. Μόρια) у близини Митилене на острву Лезбос. Ограђен бодљикавом жицом и ланчаном оградом, војни камп је служио као „врућа тачка” Европске уније. Хјуман рајтс воч га је описао као затвор на отвореном.

## Историја
У августу 2018. теренски координатор Лекара без граница назвао га је „најгорим избегличким кампом на свету”, како је пренео Би-Би-Си. Лука Фонтана, координатор МСФ Лезбоса (7’42), изјавио је: „Никада нисам видео ниво патње којој смо сведоци овде сваког дана.” Камп је изграђен да прими око 3.000 људи. Међутим, у лето 2020. у кампу је живело око 20.000 људи, међу којима је 6.000 до 7.000 било деце млађе од 18 година.
Због пренасељености се камп проширио у оближњи маслињак, познат као „Морија џунгла”, где су стамбене просторије биле импровизоване, обично направљене од палета и церада. Мигранти су посекли око 5.000 стабала маслина, од којих су нека вековима стара, да би их употребљавали као огрев. Становници оближњег села Морија жалили су се на повећан криминал, укључујући провале, вандализам и пљачку кућа.
У посети 2019. Жан Зиглер, потпредседник комитета експерата саветника Савета УН за људска права, описао је логор као „рекреацију концентрационог логора на европском тлу”.
Пожар је 8. септембра 2020. тешко оштетио камп за више од 12.000 тражилаца азила. Дана 10. септембра три грчка брода су послата да помогну склоништу миграната. Дотад је логор био готово потпуно уништен. Већина избеглица је остала без крова над главом на улици. Током протеста који су захтевали њихову евакуацију грчка полиција је на учеснике испалила сузавац.
Грчка влада је изјавила да су пожаре намерно подметнули мигранти који су протестовали што је камп стављен у блокаду због избијања ковида 19 међу мигрантима у кампу. Дана 16. септембра 2020. четворица Авганистана су званично оптужена за подметање пожара због наводног подметања пожара. Два друга мигранта — обојица од 17 година, што је испод пуне кривичне одговорности одраслих у Грчкој — такође су наводно умешани у подметање пожара и задржани су у полицијском притвору на копну.
Након затварања логора Морија брзо је постављен привремени објекат у Кара Тепеу.
Грчка влада је одобрила изградњу организованијег затвореног прихватног центра за избеглице и тражиоце азила ЕУ пошто је пожар уништио камп Морија. Налазиће се у области Вастрија (близу села Неес Кидонијес) на североистоку Лезбоса и биће завршен до лета 2022.